# Bordones
Bordones (llamada oficialmente San Pedro de Bordóns) es una parroquia del municipio de Sangenjo, en la provincia de Pontevedra, Galicia, España.

## Geografía
La parroquia tiene una extensión de 2,5 km², siendo la más pequeña del municipio. Sus límites son con las parroquias de Dorrón y Padriñan, el Concello de Meaño y la Ría de Pontevedra.

## Economía
Su actividad económica se basa principalmente en la agricultura donde destaca el cultivo de vid y productos de la huerta.

## Poblaciones
| ADIGNA NOALLA PADRIÑÁN VILLALONGA NANTES BORDONES DORRÓN Ría de Arosa Ría de Pontevedra Océano Atlántico Isla de Ons Municipio de El Grove Municipio de Cambados Municipio de Meaño Municipio de Poyo ■Portonovo ■Sangenjo Villalonga ■ ■Dena ■Rajo |
| Localización de Bordóns en Sangenjo. |

Según el nomenclátor de 2011 la parroquia comprende las poblaciones de:
- Areas
- Carballal
- Chandevila
- Lamela (A Lamela)
- Nanín
- O Outeiro
- Regata (A Regata)
- Sear